# De pronen
Heer Bommel en de pronen (in boekuitgaven/spraakgebruik verkort tot De pronen) is een verhaal uit de Bommelsaga, geschreven en getekend door Marten Toonder. Het verhaal verscheen voor het eerst op 24 november 1973 en liep tot 11 maart 1974. Thema: Kwantiteit verdunt kwaliteit.

## Hoorspel
- De Pronen in het Bommelhoorspel